# Cmentarz wojenny w Jednorożcu
Cmentarz wojenny w Jednorożcu – nekropolia z okresu I wojny światowej, największy cmentarz wojenny z tego okresu na Mazowszu.

## Historia
Cmentarz powstał po lipcowej bitwie przasnyskiej w 1915, w lipcu lub sierpniu. Był największą z nekropolii, które powstały w Jednorożcu. Pierwotnie teren cmentarza otoczony był drewnianym ogrodzeniem z bramą wykonaną z tego samego materiału, z dwiema wysokimi kolumnami. Nagrobki były ziemne, z drewnianymi krzyżami, na których umieszczano informacje o pochowanych. Spoczęli tu zarówno żołnierze armii niemieckiej, jak i rosyjskiej polegli w bitwach przasnyskich. Główna aleja prowadziła do drewnianej kaplicy.
Cmentarz został uporządkowany i przebudowany w 1937. Działanie zainicjował i wykonał Niemiecki Związek Ludowy Opieki nad Grobami Wojennymi. Nekropolia zyskała wówczas obecny kształt.
Cmentarz położony jest w lesie za zabudowaniami Jednorożca, ok. 200 metrów od ul. Długiej. Zajmuje prostokątny obszar o wymiarach 85 × 23 metry, podzielony na dwa tarasy: dolny o wymiarach 55x23 m i górny, z głównym kamieniem pamiątkowym oraz krzyżami, o wymiarach 30x23 m. Na pamiątkowym kamieniu o wymiarach 1x1x1,2 m umieszczono pięć krzyży – logo Niemieckiego Związku Ludowego Opieki nad Grobami Wojennymi. Powierzchnia cmentarza to ok. 0,24 ha. Wszystkie stele wykonano z czerwonego piaskowca.
Na cmentarzu pochowano 1192 zidentyfikowanych z imienia i nazwiska żołnierzy armii niemieckiej, 273 niezidentyfikowanych żołnierzy armii niemieckiej oraz 2119 żołnierzy armii rosyjskiej, których personalia są nieznane. O pochowanych na cmentarzu informują dwa napisy na stelach: w języku polskim Tu spoczywają niemieccy żołnierze 1914–1918 na głównym kamieniu pamiątkowym na wyższym tarasie oraz w języku niemieckim HIER RUHEN / DEUTSCHE SOLDATEN / 1914–1918 na przeciwnej stronie głównego kamienia. Na steli ustawionej na prawo od wejścia na cmentarz umieszczono napis w języku niemieckim: Deutsche Kriegsgraberstatten Jednorożec. Hier ruhen 1192 bekannte und 273 unbekannte deutsche Soldaten mit 2119 russischen Kameraden aus dem Weltkrieg 1914–1918. Volksbund Deutsche Kriegsgräberfürsorge e. V. Ausgebaut im Jahre 1937.
Podczas przebudowy cmentarza usunięto murowane ogrodzenie, a w jego zastępstwie wzniesiono wzdłuż granic nekropolii 69 kamiennych stel o wymiarach 120 x 70 cm, na których wyryto nazwiska pochowanych. Wiele z nich sugeruje polską narodowość poległych. Można odczytać co najmniej 102 polskobrzmiace nazwiska. Jedna płyta zawiera kilkanaście nazwisk, a niektóre zawierają nawet 5 polskobrzmiących. Dawniej stel mogło być więcej – zauważyć można dwa miejsca, w których mogły stać. W 1937 na cmentarz przeniesiono szczątki żołnierzy pochowanych pierwotnie na innych cmentarzach w sąsiednich miejscowościach (np. w Nakle, Olszewce lub Przejmach).
Cmentarz jest rozplanowany osiowo z wyraźną kompozycją w postaci alei dojazdowej, placu przed wejściem i dwóch tarasów cmentarza. Organizacja nekropolii w lesie sprawia, że mamy do czynienia z sanktuarium urządzonym jak teatr, co nadaje miejscu wyższą rangę. Wyższy taras i centralny pomnik to scena lub ołtarz, las to kulisy.
W latach 1996–1997 dokonano renowacji części stel. Pozostałe wyczyszczono jesienią 2020. Obiektem opiekuje się Urząd Gminy w Jednorożcu. W 2012 Stowarzyszenie „Przyjaciele Ziemi Jednorożeckiej” przygotowało i zamontowało tablicę informacyjną. Zawiera opis bitew przasnyskich i miejscowego cmentarza w czterech językach: polskim, rosyjskim, niemieckim i angielskim. Na tablicy podano błędną (1938) datę przebudowy nekropolii. Dojazd do nekropolii jest oznaczony tabliczkami informacyjnymi, dzięki którym w 2016 obiekt wpisano w Szlak Frontu Wschodniego I Wojny Światowej na Mazowszu. Oznaczenia zamontowało Przasnyskie Stowarzyszenie Historii Ożywionej.
W latach 2012–2015 na cmentarzu organizowano modlitwy ekumeniczne. Był to element obchodów rocznic II bitwy przasnyskiej. Wówczas obok pomnika na tarasie głównym postawiono katolicki i prawosławny brzozowy krzyż.
W 1986 cmentarz został wpisany do rejestru zabytków (nr rej. A-568 z 18 stycznia 1986).

## Galeria

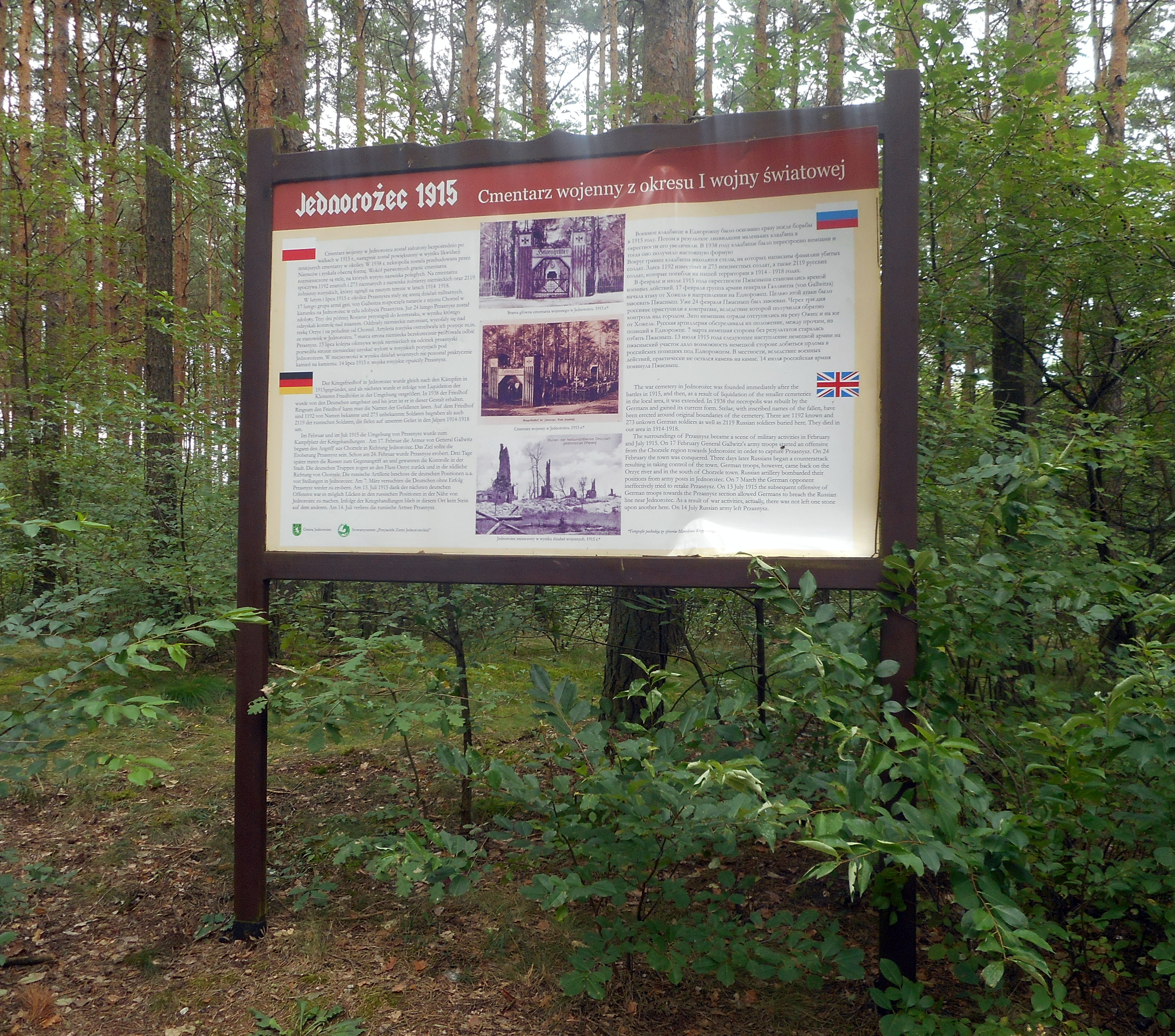
Tablica informacyjna
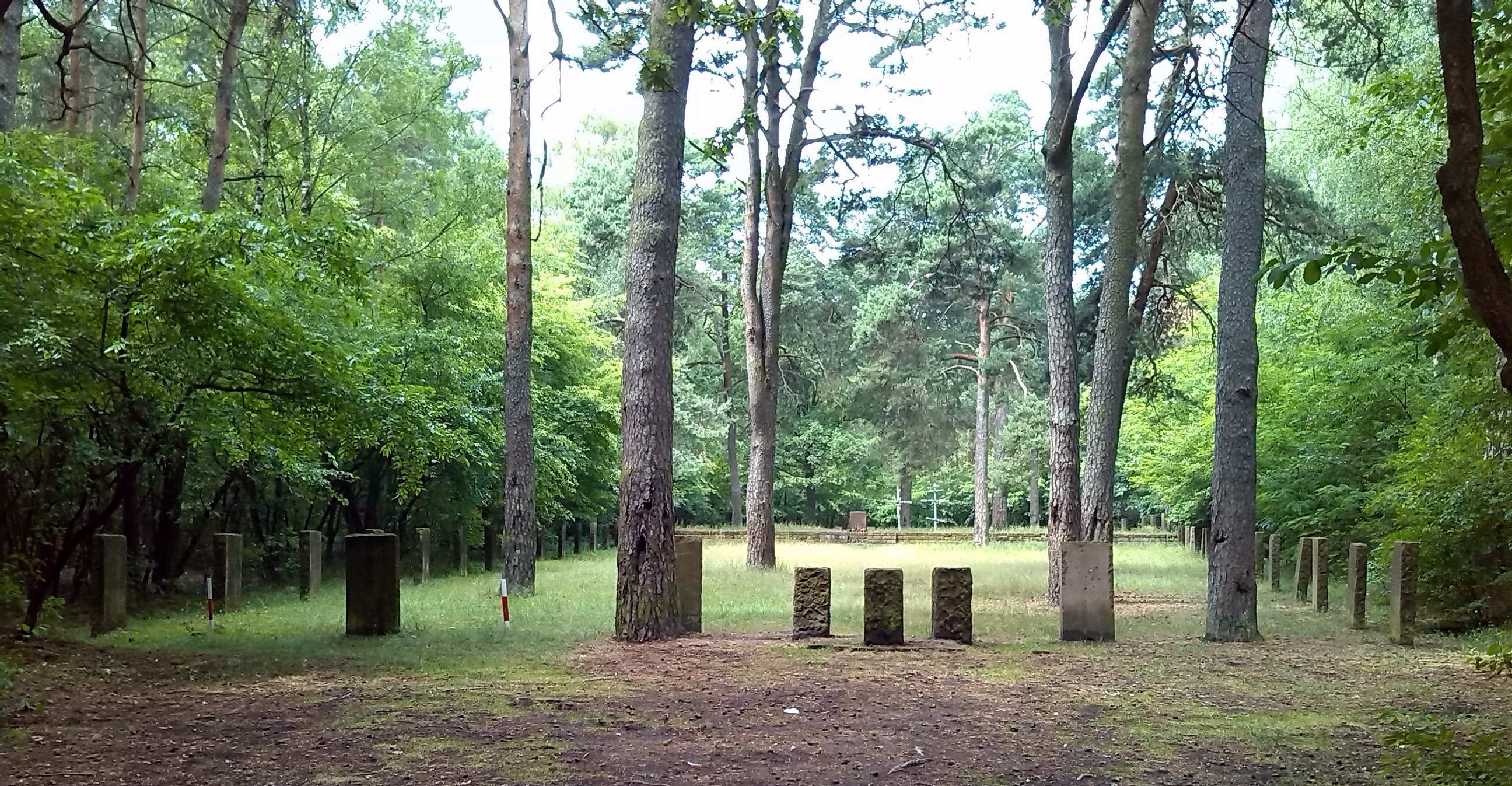
Widok ogólny na cmentarz
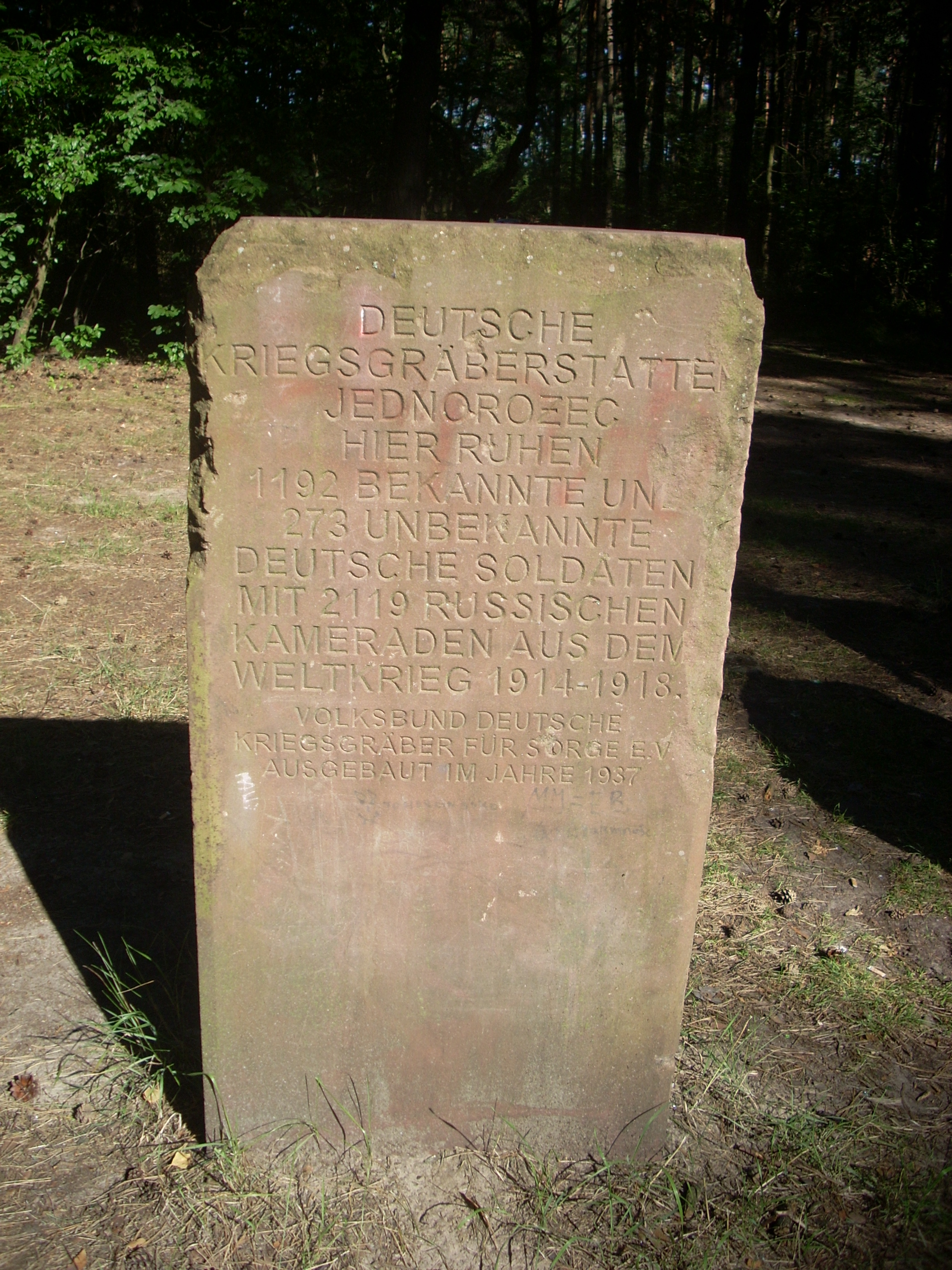
Stela z napisem informującym o pochówku żołnierzy armii niemieckiej i rosyjskiej
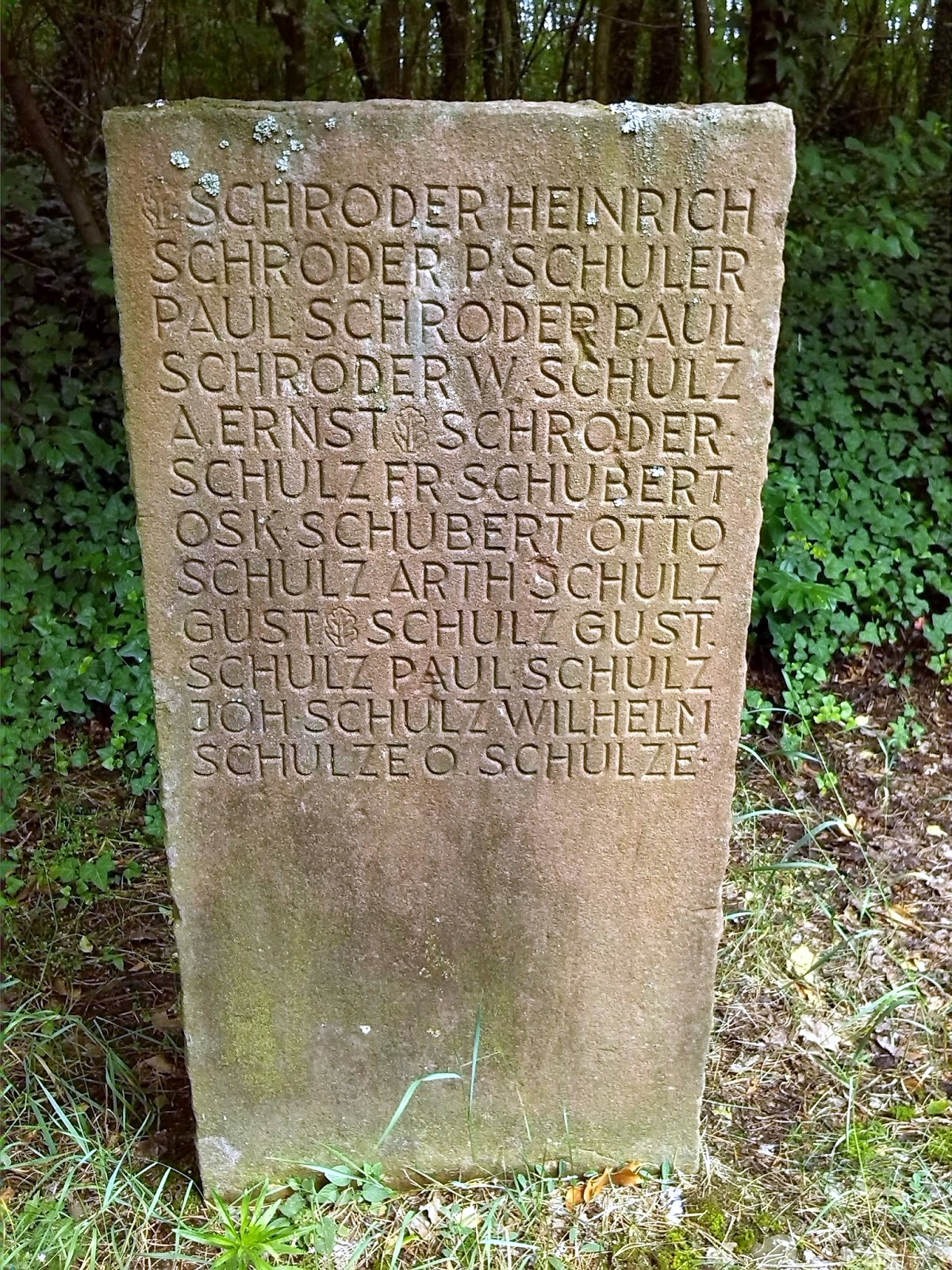
Jedna ze stel na cmentarzu z nazwiskami poległych
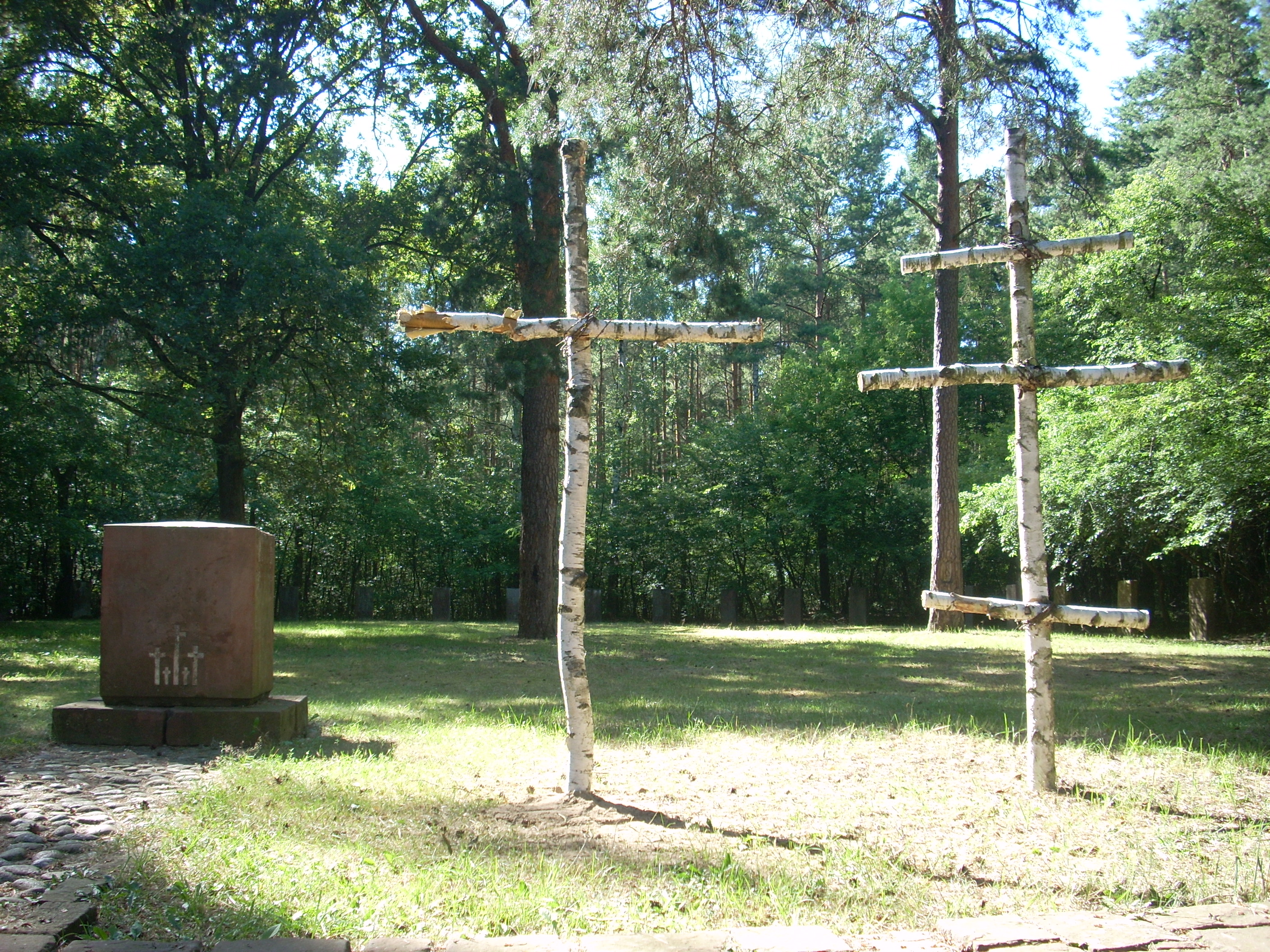
Krzyże i główny pomnik na górnym tarasie cmentarza
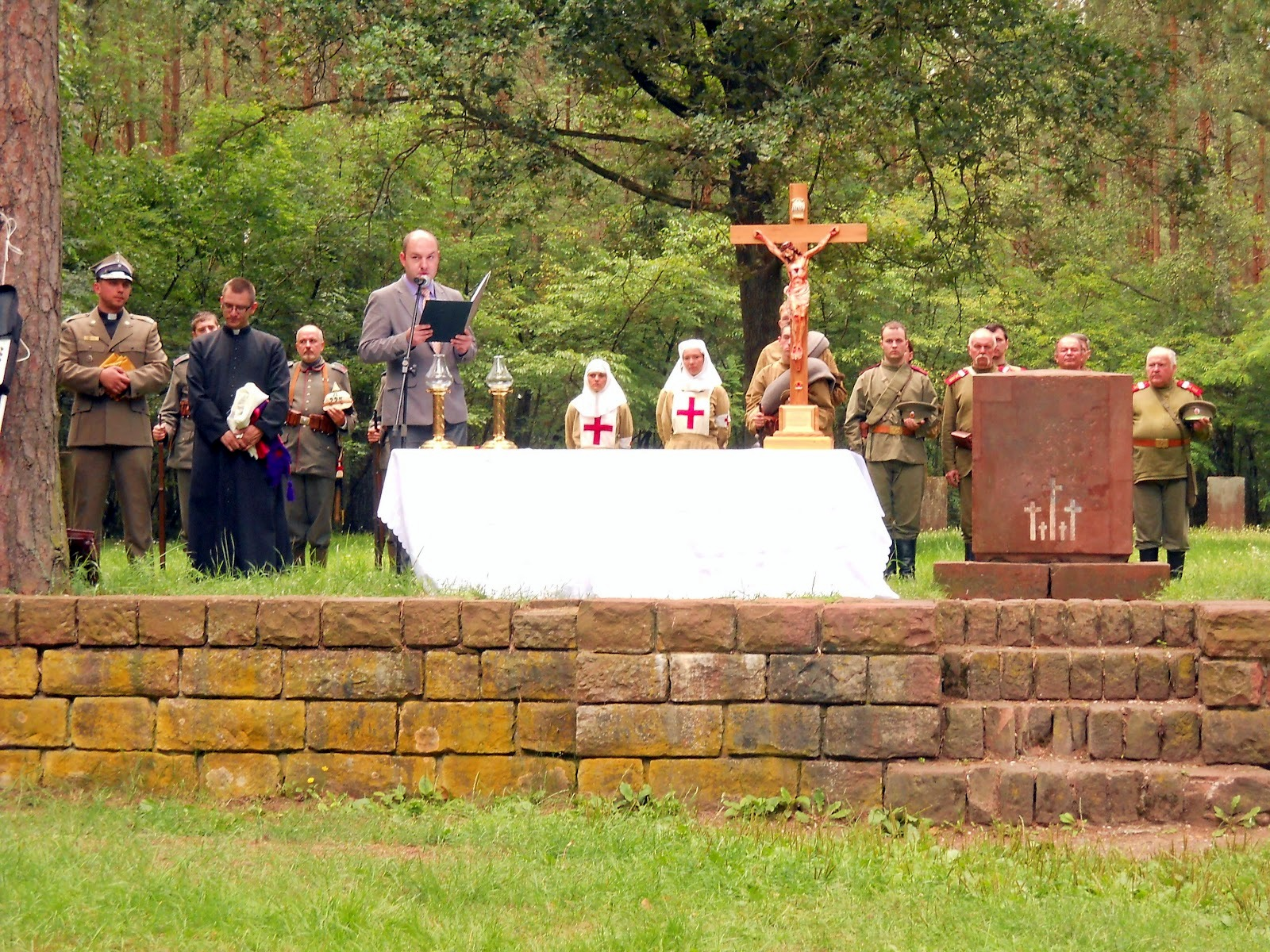
Modlitwa ekumeniczna na cmentarzu pierwszowojennym w Jednorożcu, 22 lipca 2012. Element dwudniowych obchodów rocznicy II bitwy przasnyskiej (bitwy lipcowej) z 1915
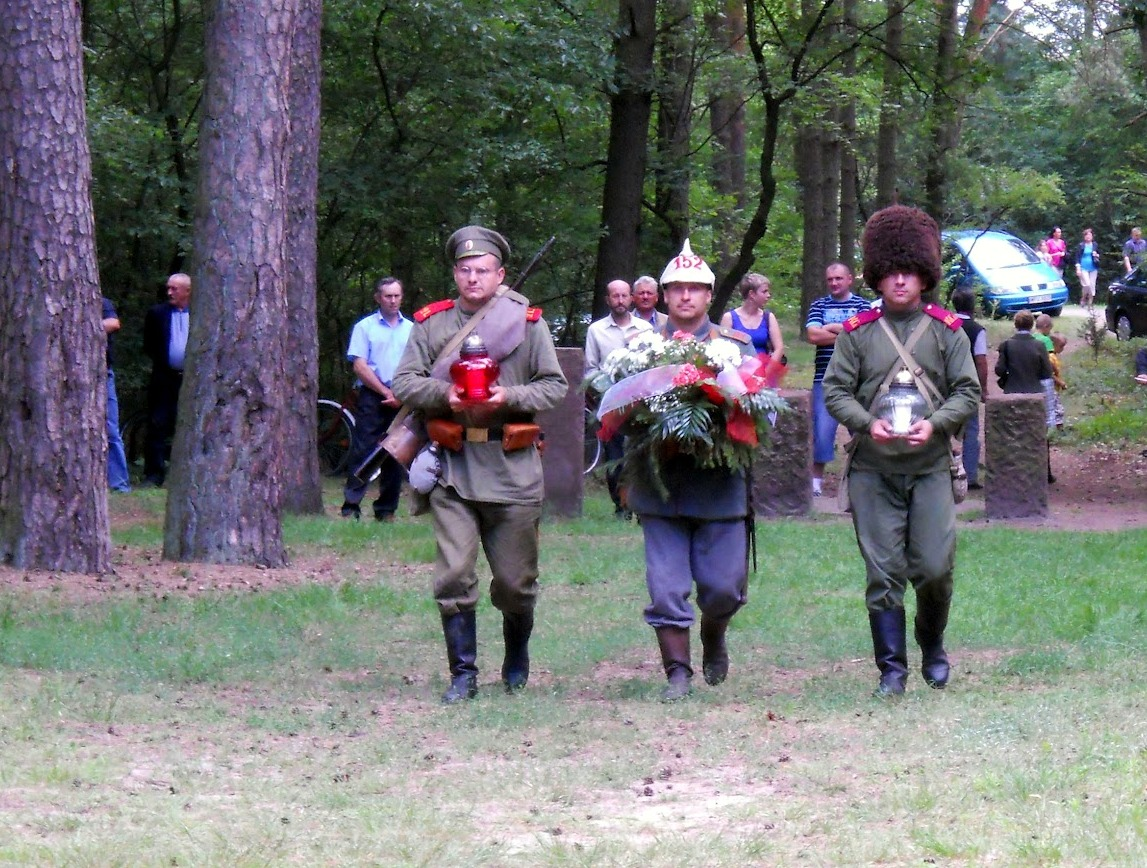
Modlitwa ekumeniczna na cmentarzu pierwszowojennym w Jednorożcu 22 lipca 2012. Złożenie kwiatów przez przedstawicieli grup rekonstrukcyjnych odtwarzających jednostki bojowe armii niemieckiej i rosyjskiej biorące udział w II bitwie przasnyskiej w 1915